# Ceryx godartii
Ceryx godartii är en fjärilsart som beskrevs av Jean Baptiste Boisduval 1829. Ceryx godartii ingår i släktet Ceryx och familjen björnspinnare. Inga underarter finns listade i Catalogue of Life.